# 相菊潭
相菊潭（1889年11月14日—1970年6月6日），字壽祺，男，江苏宝应人，中华民国政治人物。民國37年（1948年）在江蘇省第五選區當選第一屆立法委員。

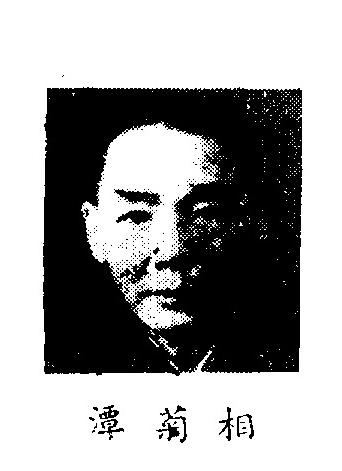
出席制憲國民大會代表時

## 生平
國立南京高等師範畢業。
日本東京帝國大學研究。
復旦大夏第一聯合大學特約講座。
東吳滬江聯合法商學院教授。
民國19年（1930）6月9日，任山東省政府教育廳科長。民國19年（1930）12月27日，免山東省政府教育廳科長。
民國20年（1931）9月10日，任教育部督學。民國21年（1932）3月11日，免教育部督學另候任用。
民國23年（1934）5月3日，任江蘇省政府教育廳科長。民國25年（1936）3月19日，任江蘇省政府民政廳祕書。
民國28年（1939）5月30日，任教育部科長。民國30年（1941）6月27日，免教育部科長另有任用。
民國30年（1941）10月13日，署任教育部參事。民國31年（1942）7月8日，任教育部參事。民國37年（1948）5月19日，呈請辭教育部參事職。
江蘇省立中等學校教職員及江蘇省立第三中學代理校長。
制憲國民大會代表。
民國59年6月6日病故。